# Лопатино (Томаринский городской округ)
Лопа́тино — село в Томаринском городском округе Сахалинской области России, в 71 км от районного центра.

## Название
Названо в честь русского геолога и географа, исследователя Сибири и Дальнего Востока Иннокентия Александровича Лопатина.

## География
Находится на берегах реки Красногорки и реки Шахтёрской.

## Часовой пояс
Лопатино ранее находилось в часовом поясе, обозначаемом по международному стандарту как Vladivostok Time Zone (VLAT/VLAST). Смещение относительно Всемирного координированного времени UTC составляет +10:00. Смещение относительно Московского времени (MSK/MSD) составляет +7:00 и обозначался в России соответственно как MSK+7.
В настоящее время, с 2015 года, Лопатино, как и весь остров Сахалин, находится в часовом поясе, обозначаемом по международному стандарту как Magadan Time Zone. Смещение относительно UTC составляет +11:00 Относительно Московского времени часовой пояс имеет постоянное смещение +8:00 часов и обозначается в России соответственно как MSK+8.

## Список улиц
Основными улицами села Лопатино являются:
| - Интернациональная | - Набережная | - Нагорная | - Рабочая | - Транспортная |

## Население
| 1959 | 1970 | 1979 | 2002 | 2010 | 2021 |
| ---- | ---- | ---- | ---- | ---- | ---- |
| 2077 | ↘549 | ↘357 | ↘68  | ↘0   | ↗5   |

По переписи 2002 года население — 68 человек (31 мужчина, 37 женщин).
Национальный состав
Преобладающая национальность — русские (88 %).